# Jadi (Sumber)
Jadi is een bestuurslaag in het regentschap Rembang van de provincie Midden-Java, Indonesië. Jadi telt 1681 inwoners (volkstelling 2010).